# Robert Johnson (giocatore di football americano 1982)
Robert Johnson (Americus, 20 giugno 1982) è un giocatore di football americano e allenatore di football americano statunitense, che gioca come quarterback per gli United Newland Crusaders.
Dopo aver giocato al college per i Reedley Rigers e per i Texas Tech Red Raiders si è dichiarato eleggibile per il draft NFL 2007 senza però essere selezionato. Ha quindi firmato con i Porvoon Butchers per una stagione e con gli Helsinki Roosters per le due successive; dopo una stagione agli Arkansas Twister della af2 è tornato ai Butchers, per poi trasferirsi agli Elephants Catania. Dopo l'esperienza in Italia è tornato in Finlandia per giocare coi Kouvola Indians, di nuovo con i Roosters e successivamente con i Turku Trojans e gli Helsinki Wolverines. Dal 2020 gioca negli United Newland Crusaders.
Ha vinto quattro volte il titolo nazionale finlandese, due volte quello di secondo livello e una volta la IFAF Europe Champions League.

## Vittorie e premi
- 1 IFAF Europe Champions League (Helsinki Roosters: 2014)
- 4 Vaahteramalja (Porvoon Butchers: 2007; Helsinki Roosters: 2012, 2013, 2014)
- 2 Spaghettimalja (Helsinki Wolverines: 2018; United Newland Crusaders: 2020)